# Paraconcavus pacificus
Paraconcavus pacificus är en kräftdjursart som först beskrevs av Henry Augustus Pilsbry 1916.  Paraconcavus pacificus ingår i släktet Paraconcavus och familjen havstulpaner. Inga underarter finns listade i Catalogue of Life.